# Germanos I. von Konstantinopel

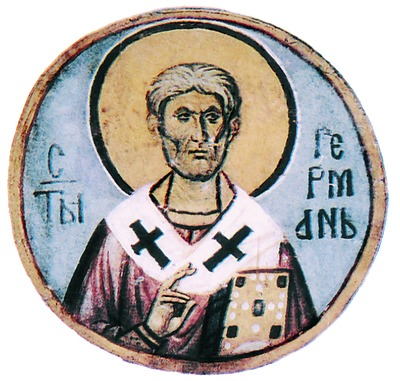
Germanos, Fresko des frühen 13. Jahrhunderts, Kloster Studenica (Serbien)

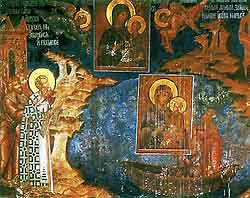
Germanos bittet die Ikone der Gottesmutter von Lod um Beistand im Bilderstreit, Darstellung aus der Mitte des 18. Jahrhunderts

Germanos I. (griechisch Πατριάρχης Γερμανός Α΄; * 650/660?; † nach 730) war Patriarch von Konstantinopel (715 bis 730). Er wird in den orthodoxen und der katholischen Kirche als Heiliger verehrt. Sein Gedenktag ist der 12. Mai.

## Leben
Germanos wurde um 650/660 als Sohn des Patrikios Justianos geboren. 668 wurde sein Vater ermordet und Germanos kastriert. Germanos wurde Mönch. Später war er Bischof von Cyzicus.
Im Jahr 712 stimmte auch er einer Synode in Konstantinopel zu, die die Beschlüsse des Konzils von Konstantinopel (680–681) ablehnte und Positionen des Monotheletismus vertrat.
Am 11. August 715 (oder 714) wurde er Patriarch. 715 fand auf Betreiben von Kaiser Anastasios eine Synode in Konstantinopel statt, die die Aussagen der Synode von 712 wieder rückgängig machte.
Germanos trat für eine Vereinigung der byzantinischen mit der armenischen Kirche ein.
726 begann Kaiser Leo III. gegen die Verehrung christlicher Bildnisse vorzugehen. Einzelheiten dieser Politik sind unklar. Germanos äußerte sich in mehreren erhaltenen Schreiben und im persönlichen Gespräch mit dem Kaiser dagegen, ohne Erfolg. Am 17. Januar 730 legte er sein Amt nieder. Er ging in ein Kloster. 740 starb er.

## Werk und Wirkung
Von Germanos sind theologische Schriften und einige Briefe erhalten.
- Kirchengeschichte, eine wichtige Quelle zu Ereignissen der byzantinischen Kirchen- und Profangeschichte
- Über die göttliche Liturgie, eine der wichtigen orthodoxen Schriften zum Verständnis der göttlichen Liturgie[1]

Eine dem Germanos zugeschriebene Homilie stammt vermutlich frühestens aus dem Ende des 9. Jahrhunderts. Im bulgarischen Brauchtum wird der Namen der als Regenzauber verwendeten Idolfigur German  von Germanos hergeleitet.